# Mkhitar d'Ayrivank
Mkhitar (ou Mekhitar) d'Ayrivank, Mkhitar Ayrivanetsi (en arménien Մխիթար Այրիվանեցի) ou Mkhitar d'Erevan (né à Erevan en 1222, mort vers 1290) est un historien, poète, musicien, copiste, enseignant et religieux arménien du XIIIe siècle.

## Biographie
Mkhitar naît à Erevan en 1222. Hautement instruit, il est responsable dès 1269 de l'enseignement au monastère d'Ayrivank (aujourd'hui Geghard).
Sa date de mort est incertaine et est généralement fixée aux alentours de l'année 1290.

## Œuvres
Mkhitar est principalement connu pour son Histoire chronologique, une chronique débutant à la Création et se terminant en 1289, reprenant notamment les travaux de Hovhannès Sarkavag. On lui attribue également des chants religieux, des lais, des prières, une Sélection (reprenant des textes de treize auteurs anciens) et une Théorie du calendrier.
Mkhitar est également connu en tant que copiste : une Bible contenue dans le Ms. 1500 du Matenadaran (Erevan) lui est ainsi attribuée.